# واللامونتس
واللامونتس (به اسپانیایی: Villa Montes) یک شهر در بولیوی است که در Gran Chaco Province واقع شده‌است. واللامونتس ۳۹٬۸۰۰ نفر جمعیت دارد و ۳۸۸ متر بالاتر از سطح دریا واقع شده‌است.